# Fédération italienne de natation
La Fédération italienne de natation (en italien : Federazione Italiana Nuoto), connue sous l'acronyme FIN, est l'organe de gouvernance des sports aquatiques en Italie. Affiliée au Comité international olympique et au Comité national olympique italien, son activité est régie par les lois et règles établies par ces deux organisations.
Elle regroupe 1 200 clubs.

## Buts
Conformément à ses statuts, la Fédération italienne de natation promeut, développe et organise la pratique de ces six activités aquatiques :
- Natation sportive,
- Natation synchronisée,
- Natation en eau libre,
- Plongeon,
- Water polo,
- Sauvetage aquatique.

## Historique
La Fédération italienne de natation est fondée le 14 août 1899 à Côme sous le nom de Federazione Italiana Rari Nantes (FIRN) et ses statuts sont promulgués le 23 mai 1900. Le nom d’origine est donné en l’honneur de la première société de natation créée en Italie, la Rari Nantes Roma et à tous les clubs homonymes qui ont essaimé dans le pays (Rari Nantes Firenze, Rari Nantes Genova, Rari Nantes Milano, Rari Nantes Napoli, Rari Nantes Torino, ...).
Le premier vrai nageur de compétition rejoint la FIN a été Emilio Polli, son père, Pietro, industriel de Milan, l'inscrit au siège de Côme en 1906. Emilio Polli encore mineur est entré dans les cent premiers nageurs les plus forts dans le monde, il a remporté 25 fois le championnat italien, et il est devenu l'une des icônes de valeurs sportives italiennes dans le monde.
En 1928, sous le gouvernement fasciste, la fédération prend son nom actuel mais perd son statut d'association de droit privé pour passer, comme le Comité national olympique italien, sous le contrôle de l'État. En 1981, à la suite d'une loi relative à la réglementation de l'activité sportive, une réorganisation touche les aspects aussi bien techniques qu'institutionnels. Enfin, en 2001, l'actuel statut entre en vigueur, permettant à la FIN d'être à nouveau de droit privé ; il est le reflet de la loi, approuvée en 1999, réformant le Comité national olympique italien.

## Affiliations
La FIN est affiliée à la Fédération internationale de natation (FINA) dont elle applique les règlements et directives, à la Ligue européenne de natation (LEN), à la Confédération méditerranéenne de natation (COMEN) et à la Confederación Latina de Natación (COLAN).
Elle l'est également, avec sa section sauvetage aquatique, 
à l'International Life Saving Federation (ILS) et à l'International Life Saving Europe (ILSE).